# بوب روبرتسون (لاعب كرة قاعدة)
بوب روبرتسون (بالإنجليزية: Bob Robertson)‏ هو لاعب كرة قاعدة أمريكي، ولد في 2 أكتوبر 1946 في Mount Savage, Maryland ‏ في الولايات المتحدة.